# 美輪はるな
美輪 はるな（みわ はるな、1980年3月16日 - ）は、日本のAV女優。血液型：O型。身長158cm、スリーサイズT155・B88・W56・H86。

## 略歴
神奈川県出身。中学1年の時にバストがCカップとなり、スポーツブラを着け始めた。17歳くらいまでは成長しなかったが、生理が来てから胸が大きくなりFカップまで成長した。ロリータフェースにアンバランスなFカップの巨乳で人気だった。パイパン女優でもあった。
1999年、AVデビュー。トゥナイト2にも出演していた。デビュー当初はAVアイドル路線であったが、その後脱アイドルし、過激な演技を見せるようになった。

## 出演

### アダルトビデオ
- ある日突然…（1999年1月23日、トライハート）
- 濡れる想い（1999年3月12日、トライハート）
- 自由にさ・せ・て（1999年4月16日、トライハート）
- 乳辱F（1999年5月14日、トライハート）
- 制服ラヴァーズ（1999年6月18日、トライハート）
- セクシープリンセス（1999年6月25日、トライハート）[2]
- 告白 美輪はるな（1999年7月30日、トライハート）
- 完全ファイル 美輪はるな（1999年8月14日、シーツーコーポレーション* Deeps（1999年9月25日、シーツーコーポレーション）
- レクイエム（1999年10月30日、シーツーコーポレーション）
- セクシアコレクション美輪はるな（1999年11月19日、トライハート）[2]
- 無毛ハイスクール（1999年12月5日、ソフトオンデマンド）
- セクシアコレクション1999（1999年12月10日、トライハート）[2]
- ときめき制服コレクション（2000年1月21日、トライハート）[2]
- 「痴」女優（2000年4月7日、ワープエンタテインメント）
- 新・おふくろさん! 川奈まり子（2000年5月15日、V&Rプランニング）
- 虜（2000年5月21日、V&Rプランニング）
- 美輪はるな Re-MIXスペシャル（2000年6月30日、クリスタル映像）
- メモリーズ 美輪はるな（2000年7月7日、DVD-net）
- 新・おふくろさん! 瀬戸恵子（2000年7月15日、V&Rプランニング）
- GRACE EXPRESS（2000年9月30日、シーツーコーポレーション）全12名
- エレクトクイーン10連発 PART4（2001年3月10日、シーツーコーポレーション）全14名
- これが本当にシタかったレズ病棟（2001年6月15日、ディープス）
- THEぶち込み!! 2　暴走FUCK10連射（2001年8月31日、トライハート）
- どスケベおばさん VS 美輪はるな（2001年11月21日、V&Rプランイング）
- BEST FUCK VINTAGE（2001年11月22日、アクアウェイブ）
- 犯辱レイプシリーズ［第3巻］（2002年8月4日、SODクリエイト）
- 重役令嬢（2004年5月25日、GPミュージアムソフト）
- 連続絶頂!!レズビアン（2005年3月25日、笠倉出版社）
- GOLDEN TICKET 3（2007年9月1日、A-BOX）

- ［Taste of Honey］卑蜜 01（チャンネルヴィ）
- 限界乳辱（Tコンテンツ）

### 雑誌
- オレンジ通信 1999年7月号（表紙）
- ビデオ・ザ・ワールド 1999年8月号（表紙）
- ベストビデオ1月号 VIDEO IDOL INTERVIEW